# Schloss Humprecht

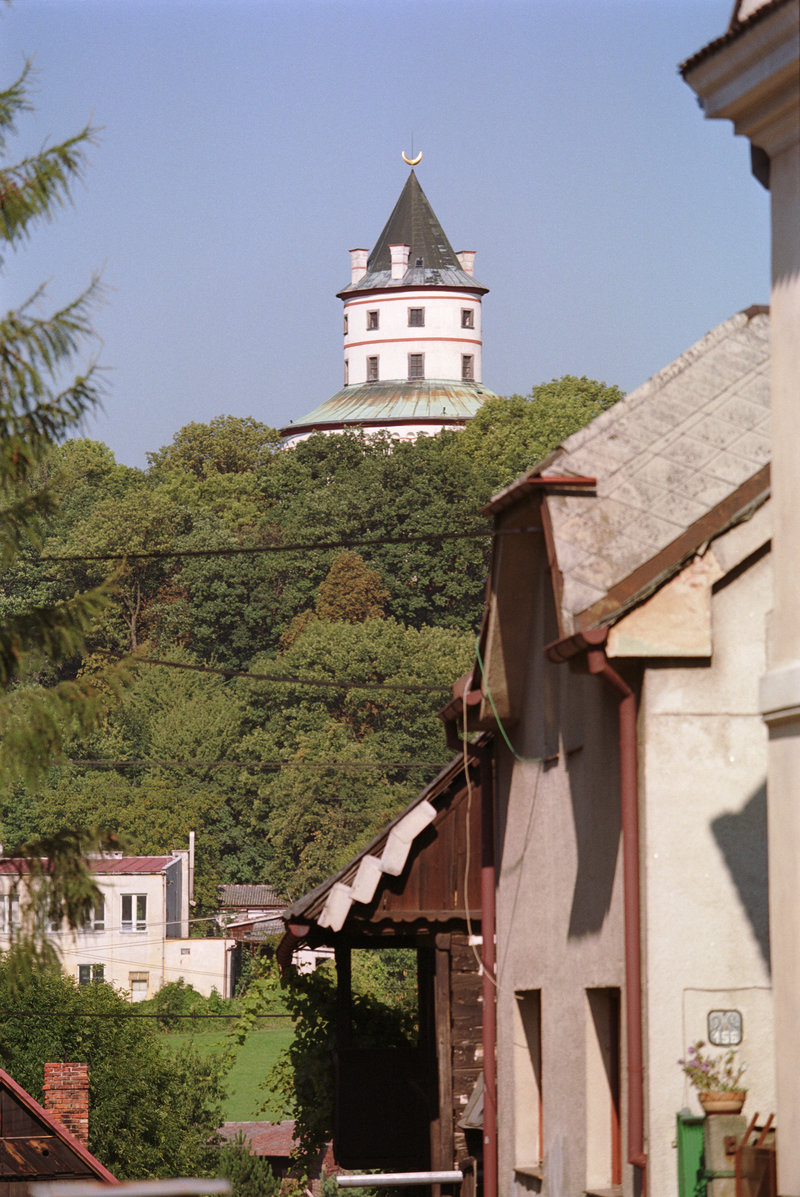
Schloss Humprecht, Blick vom Marktplatz in Sobotka

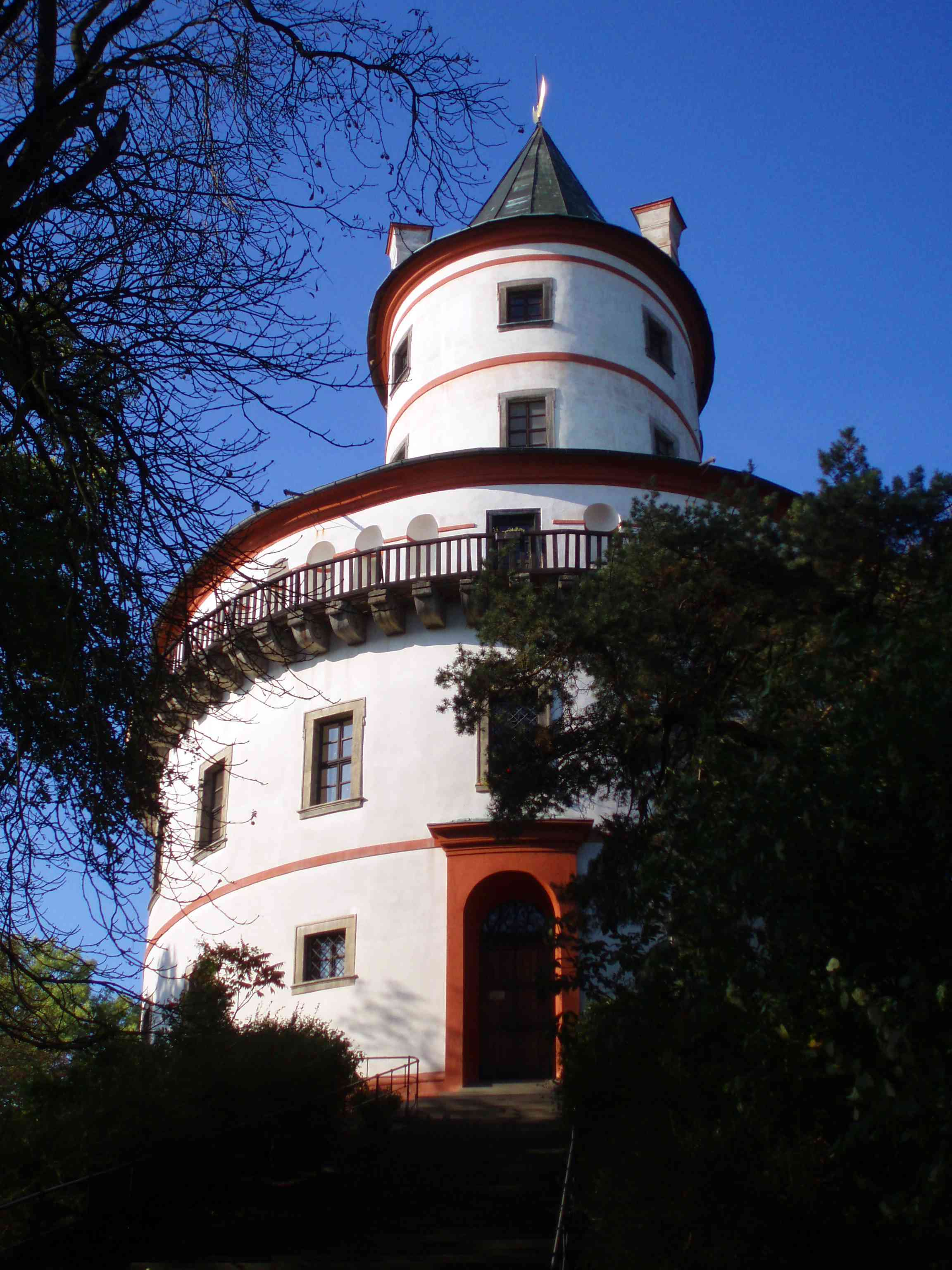
Schlosseingang

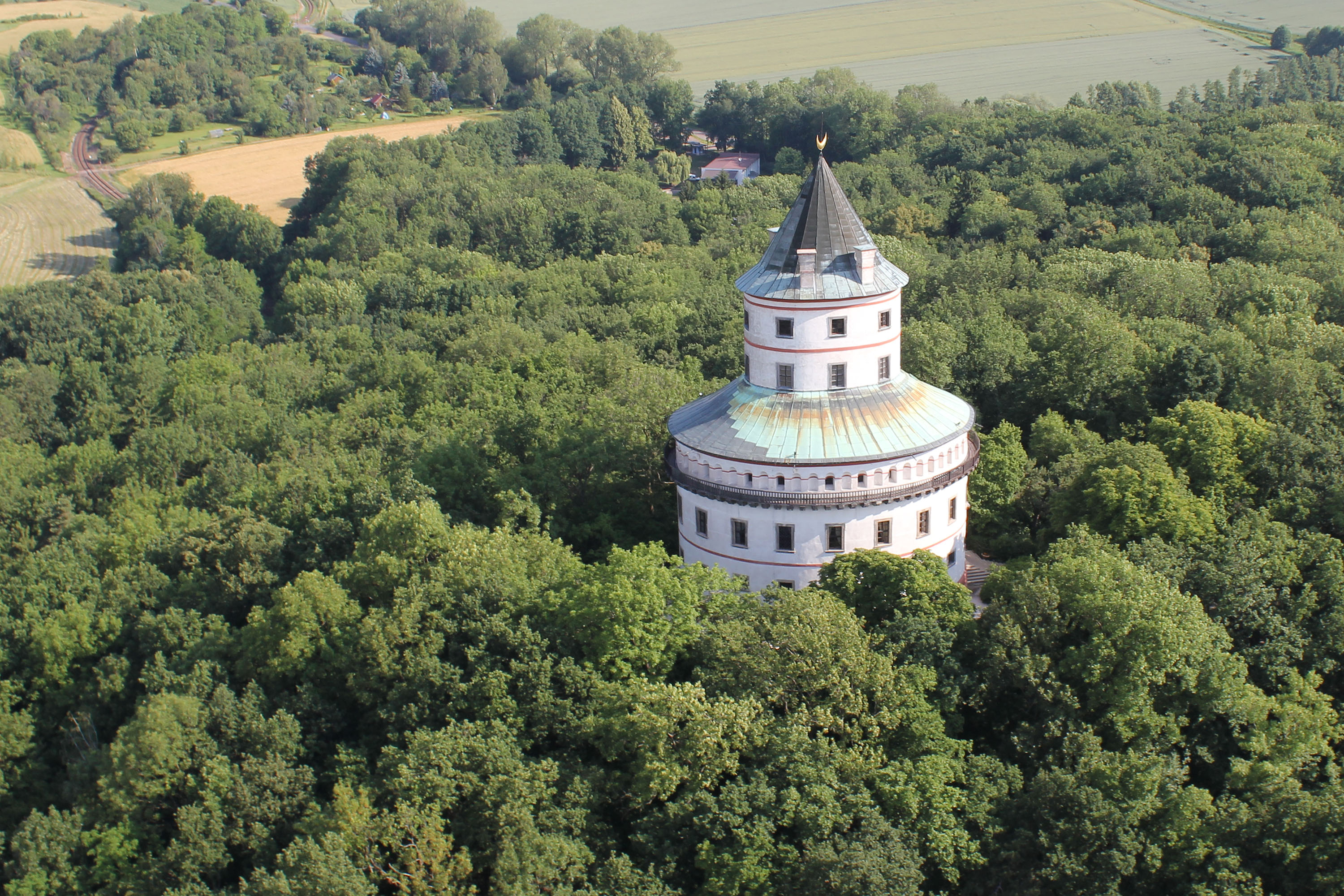
Das Jagdschloss

Das Schloss Humprecht (auch Humprechtsberg) ist ein Jagdschloss am Stadtrand von Sobotka im Okres Jičín in Tschechien.

## Geschichte
Das Schloss wurde für Humprecht Johann Czernin von Chudenitz 1666 bis 1668 erbaut. Den Entwurf mit dem ungewöhnlichen ovalen Grundriss lieferte der Architekt Carlo Lurago. Er wollte damit an den Galataturm in Konstantinopel erinnern.
Nach dem Brand 1678 wurde das Schloss durch den Baumeister Francesco Ceresolla aufgestockt, das ovale Türmchen mit einem gelben türkischen Halbmond geschmückt. Eine besondere Raumakustik wird im sechzehn Meter hohen Hauptsaal erreicht.
In Ausstellungen werden Porträts der Schlossbesitzer gezeigt. Im Schloss ist auch das Stadtmuseum Sobotka untergebracht. Im unteren Teil des Schlosses blieb die „schwarze Küche“ erhalten.